# Georg Salden
Georg Salden (* 28. August 1930 in Essen) ist ein deutscher Schriftgestalter und Typograf. Am bekanntesten sind seine Schriften GST Polo (1972), GST Basta (1972), GST Brasil (1973), GST Gordon (1977) und GST Rolls (2002). GST steht dabei für Georg Salden Types. Seine Schriften werden von unterschiedlichen Konzernen und Organisationen genutzt. 

## Leben und Werk
Georg Saldens Onkel war der Buchgestalter Helmut Salden. So kam er schon in jungen Jahren mit den verschiedenen Aspekten der Schriftgestaltung in Berührung. Von 1950 bis 1954 studierte er Gebrauchsgrafik an der Folkwang-Hochschule (heute Folkwang Universität der Künste) in Essen. Ab 1972 arbeitete er in seinem eigenen werbegrafischen Büro. In dieser Zeit gestaltete er für die H. Berthold AG die Schriftarten Daphne und Transit.
Ab 1972 arbeitete Salden exklusiv für den GST-Kreis (GST = Georg Salden Types), einen Zusammenschluss von Layoutsetzereien in Deutschland und der Schweiz: Nagel Fototype (Berlin), Headline Fotosatz (Bremen), Typographische Werkstatt Jöllenbeck + Schlieper (Düsseldorf, Essen, Hamburg und Köln), Typo-Studio Tausend (Erlangen und Nürnberg), ConComposition (Frankfurt), Typostudio Oberländer (Frankfurt, München und Wiesbaden), Gloor Satz Repro GmbH (München), Layout Setzerei Stulle (Stuttgart), Lichtsatz Wallier (Hannover), Partnersatz (Bern), Wiget Schriftsetzerei (Winterthur), Setzerei Cizmek (Zürich). Die Layoutsetzereien schlossen sich 1979 zur Context GmbH, Gesellschaft für Typografie und Satztechnik, zusammen und Georg Salden entwarf exklusiv Schriften nur für diese Satzfirmen. Die Gesellschafter trafen sich regelmäßig und sprachen über typografische Qualitätsstandards. Erik Spiekermann lernte die Context GmbH über Georg Salden kennen. Spiekermanns Bücher Ursache & Wirkung: ein typografischer Roman (1982) und Studentenfutter oder: Was ich schon immer über Schrift & Typografie wissen wollte, mich aber nie zu fragen traute (1989) erschienen als Erstveröffentlichungen in der Context GmbH.
Für Fototransit schuf Salden 35 Schriftfamilien mit 160 Garnituren und 6 Textfamilien. Für Lichtsatz wurden rund 50 Garnituren und für Digitalsatz 60 Garnituren gestaltet. Seit 1995 betreibt Salden eine eigene, unabhängige Vermarktung seiner Schriften unter dem Schriftlabel TypeManufactur.com.
Salden war von 1973 bis 1993 Mitglied der Association Typographique Internationale (ATypI), Gründungsmitglied des GST-Kreises, der Context GmbH und des Forum Typografie.
Salden bevorzugt die traditionelle Erstellung von Schrifttypen. So entwarf und zeichnete er alle seine Schriftarten per Hand. Seine Schriften zeichnen sich durch Präzision, Schärfe und handwerkliche Qualität aus. Salden kritisiert die zunehmende Niveaulosigkeit der Schriftgestaltung heutzutage.
Salden lebt in Heiligenhaus.

## GST Polo
Mit der GST Polo, deren erste Entwürfe in den 1960er Jahren entstanden, veröffentlichte Salden 1972 eine Groteskschrift mit ästhetischen Prinzipien einer Renaissance-Antiqua. Die GST Polo beeinflusste in der Folge Schriftgestalter und wurde von Unternehmen und Organisationen für Publikationen und das Corporate Design eingesetzt.
Die Hochschulzeitschrift OETZ unter der Leitung von Helmut Schmidt Rhen setzte die GST Polo in den 1980er Jahren als Brotschrift ein. Anfang der 2000er Jahre wurde sie auch die Hausschrift des Klett-Verlages. Bücher wie Schriften erkennen und Studentenfutter sind in der GST Polo gesetzt.

## Auszeichnungen
- 1966: Preis beim internationalen Satzschriftenwettbewerb der Visual Graphics Corporation (vgc), New York
- 1980: Preis der Stiftung Buchkunst für die Basta GST

## Veröffentlichungen
- Georg Salden: Grimmes Märchen. Brasil – Eine Chronologie vom Vorentwurf bis zur digitalen Satzschrift. In: Tino Graß, Schriftgestalten. Über Schrift und Gestaltung. Verlag Niggli, Sulgen 2008, ISBN 978-3-7212-0653-1, S. 8–39.